# Ramnivas Singh
Ramnivas Singh (2 de enero de 1952) es un deportista indio que compitió en judo. Ganó una medalla de bronce en los Juegos Asiáticos de 1986 en la categoría abierta.

## Palmarés internacional
| Juegos Asiáticos | Juegos Asiáticos     | Juegos Asiáticos  | Juegos Asiáticos |
| Año              | Lugar                | Medalla           | Categoría        |
| ---------------- | -------------------- | ----------------- | ---------------- |
| 1986             | Seúl (Corea del Sur) | Medalla de bronce | Abierta          |